# マラカイ・フェキトア
マラカイ・フェキトア（Malakai Fekitoa、1992年5月10日 - ）は、ユナイテッド・ラグビー・チャンピオンシップ、ベネットン・ラグビーに所属するラグビーユニオン選手。

## プロフィール
- トンガ・ハアパイ諸島出身。
- ポジションはセンター(CTB)。
- 身長 187cm、体重 99kg
- ニュージーランド代表通算キャップ数は24でワールドカップ2015のニュージーランド代表に選ばれた[1]。
- バーバリアンズに選ばれたことがある[2]。
- 7人制トンガ代表に選ばれて主将を務めたことがある[3]。
- トンガ代表キャップは11（2024年10月現在）でワールドカップ2023のトンガ代表に選ばれた。

## 略歴
オークランド、ブルーズ、ハイランダーズ、RCトゥーロンを経て、2019年、ワスプスに加入。
2022年、マンスターに加入。 
2023年、ベネットンに加入。